# Carl Georg Christensen
Carl Georg Christensen født 1885 i Aalborg var en dansk atlet. Han var medlem af Københavns FF.
Christensen var to gange dansk mester i længdespring; 1905 og 1909 samt satte to danske rekorder i længdespring. 1907 løb han 100 meter på 11,0, hvilket var det års 10. bedste tid i verden.

## Danske mesterskaber
- Guld 1912 4 x 100 meter 46,2
- Guld 1910 4 x 100 meter 47,6
- Guld 1909 Længdespring 6,37
- Sølv 1909 100 meter +2cm
- Guld 1909 4 x 100 meter 49,8
- Bronze 1907 100 meter
- Sølv 1906 Højdespring 1,55
- Guld 1905 Længdespring 6.34
- Bronze 1905 100 meter

## Danske rekorder
- Længdespring 6,04½ 1904
- Længdespring 6,34 1905

## Personlige rekorder
- 100 meter: 11,0 1907
- Længdespring: 6.37 1909